# Zokie nel mondo di Ruby
Zokie nel mondo di Ruby (Zokie of planet Ruby) è una serie animata prodotta da Brian Morante. La serie inizialmente prevista per il 2024, è stata distribuita negli Stati Uniti integralmente il 31 dicembre 2023 sulla piattaforma Prime Video. In Italia la serie è andata in onda dal 6 maggio 2024 su Nickelodeon e su Super! dal 4 novembre.

## Trama
La serie segue le vicende di una giovane aspirante blogger di nome Ruby che conosce il primo e unico spettatore del suo canale, Zokie. Zokie proviene da un pianeta alieno chiamato Pudge. Zokie e Ruby diventano subito migliori amici e insieme al loro amico Earl, uno scoiattolo truffatore, Ruby insegna a Zokie la sua visione della Terra, mentre Zokie cerca di controllare i suoi poteri imprevedibili.

## Personaggi e doppiatori
- Zokie Sparkleby, doppiato in originale da Zach Reino e in italiano da Paolo Carenzo.
- Ruby Studebaker, doppiata in originale di Bahia Watson e in italiano da Camilla Villani.
- Earl, doppiato in originale da Cory Doran e in italiano da Alessandro Pili.
- Rey Pootywinkle, doppiato in originale da Ryan Beil e in italiano da Patrizio Prata.
- Konko, doppiata in originale da Sharron Matthews e in italiano da Annalisa Longo.
- Dee Studebaker, doppiata in originale da Sabryn Rock e in italiano da Jolanda Granato.
- Stan Studebaker, doppiato in originale da Joshua Graham e in italiano da Renato Novara.
- Nonna Pearl, doppiata in originale da Alana Bridgewater e in italiano da Adele Pellegatta.
- Tweenkle, doppiata in originale da Melissa Altro e in italiano da Elisa Giorgio.

## Episodi
| Stagione       | Episodi | Prima TV USA (Prime Video) | Prima TV Italia |
| -------------- | ------- | -------------------------- | --------------- |
| Prima stagione | 26      | 2023                       | 2024            |